# 小菊饅頭
小菊饅頭（こぎくまんじゅう）は、土産菓子の銘柄の一つである。日本に複数、同銘柄の饅頭が存在する。

## 静岡県伊豆市
静岡県伊豆市の小菊饅頭は、カスタードクリームを饅頭の皮で包んだ菓子である。伊豆箱根鉄道修善寺駅裏の和楽が製造販売している。

## 福岡県北九州市

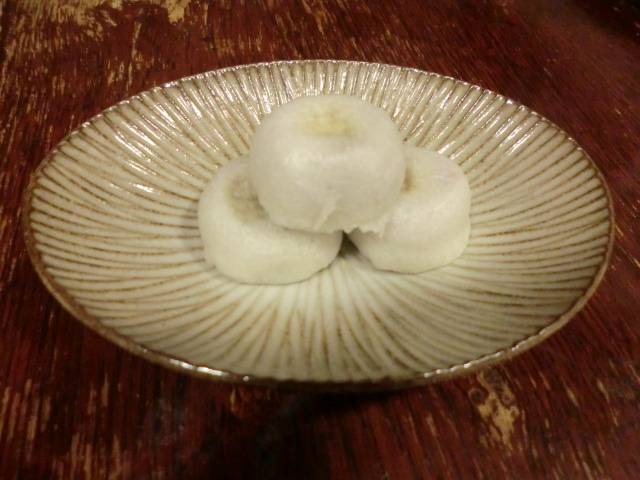
小菊饅頭

福岡県北九州市小倉北区の小菊饅頭は、餡（黒餡・白餡ともあり）を、山芋や米粉より作られた饅頭の皮で包んだ白色の蒸し饅頭である。小菊饅頭本舗藤屋が製造販売しており、JR九州小倉駅のキヨスク・アミュプラザ小倉などでも販売している。小ぶりなサイズで、饅頭には「菊」の文字が刻まれている。
江戸時代より以前は、現在の門司区から小倉北区にかけての関門海峡に面した海岸線は、企救の長浜（きくのながはま）と呼ばれ、白砂の海岸に青々とした松の木が何本も立ち並ぶ景勝地だった。その景色を称える和歌が万葉集にも見られる。
- 豊国のきくのながはまゆきくらし　日のくれぬれば妹をしぞ思ふ
- 豊国のきくの高浜高々に　君まつ夜らばさよふけにけり

その企救の長浜には、慶長年間に建てられた貴布禰（きふね）神社が鎮座している（現在も残る）。その神社の門前でいつの頃からか、米粉を原料にした饅頭を売る店が現れた（詳しい時期は不明）。
その饅頭が小倉の名物として、小倉城下の町民や長崎街道を行き交う旅人たちの評判をとり、その製法は代を重ね現在まで伝わることとなった。企救の長浜より名前をとり（企救→菊）、「小菊饅頭」と命名されたものと思われる。